# Eosentomon simile
Eosentomon simile är en urinsektsart som beskrevs av Bruno Condé 1948. Eosentomon simile ingår i släktet Eosentomon och familjen trakétrevfotingar. Inga underarter finns listade i Catalogue of Life.